# Golaghat
Golaghat là một thành phố và là nơi đặt ban đô thị (municipal board) của quận Golaghat thuộc bang Assam, Ấn Độ.

## Địa lý
Golaghat có vị trí 26°31′B 93°58′Đ / 26,52°B 93,97°Đ Nó có độ cao trung bình là 95 mét (311 feet).

## Nhân khẩu
Theo điều tra dân số năm 2001 của Ấn Độ, Golaghat có dân số 33.021 người. Phái nam chiếm 53% tổng số dân và phái nữ chiếm 47%. Golaghat có tỷ lệ 82% biết đọc biết viết, cao hơn tỷ lệ trung bình toàn quốc là 59,5%: tỷ lệ cho phái nam là 84%, và tỷ lệ cho phái nữ là 79%. Tại Golaghat, 11% dân số nhỏ hơn 6 tuổi.